# Roberson de Arruda Alves
Roberson de Arruda Alves (Campo Grande, 4 de fevereiro de 1989), é um futebolista brasileiro que atua como atacante. Atualmente está sem clube.

## Carreira

### Grêmio
Roberson começou sua carreira no Camboriú, de Santa Catarina, em 2006. Aos 18 anos, foi para o Grêmio onde atuou nas categorias de base do time tricolor. Já no time profissional, no Brasileiro de 2009, o Grêmio colocou na última rodada time reserva para jogar contra o Flamengo líder do campeonato. Neste jogo Roberson faz o gol e despertou a ira do tricolor gaúcho, pois a derrota do Flamengo, o Internacional, o maior rival do Grêmio, seria o Campeão Brasileiro daquele ano. O Jogo foi muito polêmico, mas o Flamengo ganhou o jogo por 2x1 e conquistou o Campeonato Brasileiro de 2009.

### Juventude
Sem muitas oportunidades no time titular do Grêmio foi emprestado para o Juventude em 2010. O time da Serra Gaúcha, rebaixado para a serie C tinha graves problemas financeiros e não conseguiu montar um elenco forte.

### Sport e Avaí
Voltou ao Tricolor no ano seguinte e foi emprestado novamente para o Sport e Avaí. Na volta de empréstimo foi dispensado do Grêmio.

### Náutico
No Náutico tenta se firmar no time do técnico Lisca, mas sofre uma lesão e perde espaço novamente dentro do elenco. 

### Juventude
Na volta para o Juventude, em 2014, Roberson começa a se destacar no time principal. Já com 25 anos e com muita experiência, o jogador é considerado pela torcida o principal jogador do elenco. No jogo decisivo pela Copa do Brasil de 2016 contra o São Paulo ele fez os dois gols da vitória por 1x2 no Morumbi, no jogo de ida. Com a braçadeira de capitão, ainda levou o Juventude até as quartas de final da Copa do Brasil.

### MC Alger
Na Argélia, Roberson é emprestado para MC Alger em 2015. O empréstimo encerra no início de 2016, o meia atacante fica apenas oito meses no país.

### Jeju United
Por ter ido abaixo do esperado no Inter, foi emprestado ao Jeju United, da Coréia do Sul.

### Atlético-GO
Atlético Goianiense contrata atacante Roberson, que estava no Cruzeiro
Sem espaço na Raposa, jogador de 31 anos rescindiu e assina em definitivo com o Dragão
O Atlético Goianiense fechou na tarde desta quarta-feira(18 de Novembro de 2020) a contratação do atacante Roberson, do    Cruzeiro . O jogador de 31 anos rescindiu com a Raposa na semana passada e vai assinar em definitivo com o Dragão até o fim do Campeonato Goiano de 2021.
Roberson disputou 13 jogos e marcou apenas um gol pelo  Cruzeiro em 2020.
```
Após a chegada do técnico 
Felipão
 ele acabou perdendo espaço. Sua última partida foi contra o 
Cuiabá
  , pela Série B, no dia 3 de outubro.
```

Fez sua estréia na 24ºRodada do Brasileirão contra o  Goiás, entrando no 2ºTempo
Fez seu 1ºGol com a camisa do Atlético Goianiense, na Rodada 25º do Campeonato Brasileiro 2020 emcima do   Ceará.
Dando vitória ao Dragão de virada 2x1

### Juventude
Após 5 anos desde de sua última passagem pelo time do Sul. No dia 31 de Maio de 2021, acertou seu retorno para o Juventude, sendo sua 4 passagem pelo time de Caxias do Sul.

## Títulos
Internacional
- Recopa Gaúcha: 2017

Red Bull Brasil
- Campeonato Paulista do Interior: 2019

Bragantino
- Campeonato Brasileiro - Série B: 2019

Atlético Goianiense
- Campeonato Goiano: 2020

Mirassol
- Campeonato Brasileiro - Série C: 2022